# Santo Antônio de Leverger
Santo Antônio de Leverger, amtlich portugiesisch Município de Santo Antônio de Leverger, vereinfacht nur Leverger genannt, ist eine brasilianische Gemeinde im Bundesstaat Mato Grosso. Die Bevölkerungszahl wurde zum 1. Juli 2020 auf 16.999 Einwohner geschätzt, die auf einer großen Gemeindefläche von rund 9442,5 km² leben und wahlweise Santo-Antonienser (santo-antonienses) oder Levergenser (levergenses) genannt werden. Die Bevölkerungsdichte wurde mit 1,5 Personen pro km² berechnet. Sie gehört zur geostatistischen Großregion Região Centro-Oeste. Die Entfernung zur Hauptstadt Cuiabá beträgt 27 km, Leverger ist Teil der Metropolregion Vale do Rio Cuiabá.

## Geographie
Umliegende Gemeinden sind Chapada dos Guimarães, Campo Verde, Jaciara, Juscimeira, Rondonópolis, Itiquira, Barão de Melgaço, Nossa Senhora do Livramento, Várzea Grande und Cuiabá.
1953 verlor sie über die Hälfte der Fläche und etwa ein Drittel der Bevölkerung an die neu gegründete Gemeinde Barão de Melgaço. Die Bevölkerungszahl wird nach einer Erholung seit 2010 wieder als rückläufig eingeschätzt.

## Klima
Die Gemeinde hat tropisches Klima, Aw nach der Klimaklassifikation nach Köppen und Geiger. Die Durchschnittstemperatur ist 25,9 °C. Die durchschnittliche Niederschlagsmenge liegt bei 1212,6 mm im Jahr. Im Südsommer fallen in Leverger deutlich mehr Niederschläge als im Südwinter.

## Bevölkerungsentwicklung
| Jahr | Einwohner | Stadt | Land   |
| --- | --------- | ----- | ------ |
| 1920 | 13.714    | ?     | ?      |
| 1940 | 15.338    | 1.414 | 13.924 |
| 1950 | 17.800    | 2.566 | 15.234 |
| 1960 | 12.913    | 2.513 | 10.400 |
| 1970 | 14.509    | 2.549 | 11.960 |
| 1980 | 11.738    | 3.671 | 8.067  |
| 1991 | 15.389    | 4.503 | 10.886 |
| 2000 | 15.435    | 5.516 | 9.919  |
| 2010 | 18.409    | 7.160 | 11.303 |
| 2020 | 16.999    | ?     | ?      |
| Hier fehlt eine Grafik, die leider im Moment aus technischen Gründen nicht angezeigt werden kann. Wir arbeiten daran! |           |       |        |

Quelle: IBGE (2011)

## Ethnische Zusammensetzung
Ethnische Gruppen nach der statistischen Einteilung des IBGE (Stand 2010 mit 18.409 Einwohnern):
| Gruppe                | Anteil | Anmerkung                         |
| --------------------- | ------ | --------------------------------- |
| Pardos (Mischrassige) | 12.786 | (Mulatten, Mestizen)              |
| Brancos               | 3.064  | (Weiße, Nachfahren von Europäern) |
| Pretos                | 1.860  | (Schwarze)                        |
| Indígenas             | 675    | (indigene Bevölkerung)            |
| Amarelos              | 78     | (Asiaten)                         |

## Söhne und Töchter der Stadt
- Cândido Rondon (1865–1958), Pionier, Entdecker, Forscher